# The Bicentennial Man and Other Stories
The Bicentennial Man and Other Stories é uma antologia de contos de ficção científica escrita e edita por Isaac Asimov que deu origem ao filme O Homem Bicentenário.